# Маршан, Эмир
Эмир Маршан (тур. Emir Marşan, абх. Эмир Маршьан; 1860, Сивас, Османская империя — 1940) — правовед и политик, один из сторонников Младотурецкой революции.

## Биография
Родился в 1860 году в городе Сивас, является выходцем из абхазского княжеского рода Маршан, представители которого широко представлены среди абхазской диаспоры Турции и Сирии. Окончил Юридический лицей, который входил в состав Стамбульского университета, но по специальности не работал. Долгое время занимался сельским хозяйством в родном городе. Входил в партию свободы и согласия, но после начала войны за независимость перешёл в партию «Единение и прогресс» и поддержал Ататюрка. Эмир поддерживал Кемаля Ататюрка во время Сивасского конгресса, подначивал черкесов встать на сторону младотурков. Маршан входил в первый состав Великого национального собрания.